# Daishen Nix
Daishen Nix (Fairbanks, 13 febbraio 2002) è un cestista statunitense, professionista nella NBA.

## Statistiche

### NBA

#### Regular Season
| Anno      | Squadra            | PG | PT | MP   | TC%  | 3P%  | TL%  | RP  | AP  | PRP | SP  | PP  |
| --------- | ------------------ | -- | -- | ---- | ---- | ---- | ---- | --- | --- | --- | --- | --- |
| 2021-2022 | Houston Rockets    | 24 | 0  | 10,9 | 40,3 | 26,9 | 53,3 | 1,4 | 1,7 | 0,6 | 0,0 | 3,2 |
| 2022-2023 | Houston Rockets    | 57 | 7  | 16,0 | 34,2 | 28,6 | 66,7 | 1,7 | 2,3 | 0,5 | 0,1 | 4,0 |
| 2023-2024 | Minnesota T'wolves | 15 | 0  | 3,3  | 37,5 | 35,3 | 50,0 | 0,2 | 0,4 | 0,3 | 0,0 | 1,8 |
| Carriera  | Carriera           | 96 | 7  | 12,8 | 35,7 | 29,0 | 59,7 | 1,4 | 1,9 | 0,5 | 0,1 | 3,4 |

#### Massimi in carriera
- Massimo di punti: 16 vs Portland Trail Blazers (26 febbraio 2023)[1]
- Massimo di rimbalzi: 7 (2 volte)
- Massimo di assist: 9 vs San Antonio Spurs (19 dicembre 2022)
- Massimo di palle rubate: 3 (3 volte)
- Massimo di stoppate: 2 (2 volte)
- Massimo di minuti giocati: 36 vs Los Angeles Clippers (15 gennaio 2023)

### G League
| Anno       | Squadra         | PG | PT | MP   | TC%  | 3P%  | TL%  | RP  | AP  | PRP | SP  | PP   |
| ---------- | --------------- | -- | -- | ---- | ---- | ---- | ---- | --- | --- | --- | --- | ---- |
| 2020-2021  | G League Ignite | 15 | 2  | 26,5 | 38,4 | 17,6 | 71,4 | 5,3 | 5,3 | 1,0 | 0,2 | 8,8  |
| 2021-2022† | R.G.V. Vipers   | 32 | 31 | 33,5 | 44,8 | 36,7 | 58,4 | 5,6 | 6,5 | 2,0 | 0,6 | 18,7 |
| 2023-2024  | Iowa Wolves     | 13 | 12 | 36,3 | 39,7 | 24,4 | 64,3 | 6,2 | 6,3 | 2,5 | 0,7 | 22,6 |
| 2024-2025  | Iowa Wolves     | 10 | 10 | 34,8 | 37,5 | 30,0 | 78,6 | 5,0 | 7,3 | 2,9 | 1,1 | 22,1 |
| Carriera   | Carriera        | 70 | 55 | 32,7 | 41,6 | 30,2 | 65,2 | 5,6 | 6,3 | 2,0 | 0,6 | 17,8 |